# 中國文化大學大倫館
中國文化大學大倫館位於台灣台北市士林區華岡路55號，為5層樓宮殿式建築，由盧毓駿建築師設計。為該校男性學生宿舍，通常為大一新入學學生、外籍學生或是大陸交換生居住。

## 建築特色

### 外部景觀
由於大倫館的高度與位置，恰好可以看到台北，因此有許多男學生都會再跨年時到頂樓看煙火。

### 內部空間
大倫館建築雖老舊，但內部經改裝已有許多現代化的設備。

#### 房型
房型包含2人房、3人房、4人房、5人房、6人房。
2.3人房集中在1樓，5.6人房每層樓都有，集中在洗衣機對面或陽台邊，大部分的房型都是4人房。
學校在編制房內學生傾向於同系或是同學院的人在同房或是鄰居。

#### 公共設施
配備有飲水機、洗衣機、烘衣機、脫水機、飲料販賣機、泡麵販賣機、盥洗室、茶水間、交誼廳、學資中心...等，原有大澡堂现已拆除。

## 事件與傳聞

### 颱風天失火事件
2010年9月20日，凌晨一點半左右突然發生大火，颱風的風勢助長下火苗迅速燒掉整個宿舍一樓，許多住宿學生都被嚇到逃出宿舍，淋著雨在守候在外頭，消防隊員花了一個多小時控制火勢，還好沒有造成人員傷亡。
警鈴聲大作，宿舍一樓滿佈橘紅色的火光，裡頭幾乎被燒得精光，消防人員趕快噴水灌救，這頭滅火另外一邊的後門也有火苗竄出，而且在颱風的風勢助長下，火勢越燒越旺，文化大學男生宿舍，凌晨一點半突然失火，男同學倉皇逃生，還有人只穿條短褲就跑了出來，大家在颱風夜只能吹風淋雨等在外頭，還好這場火勢一個小時就撲滅了，沒有造成人員傷亡，只不過在颱風夜讓學生又飽受火警驚魂。

### 高職女性侵事件
高職女和張姓學生兩人一個多月前在夜店認識，雙方互留電話號碼。9月21日，張生以朋友生日名義，邀她到台北市好樂迪KTV石牌店慶生，高職女沒想太多即單人赴會，不料在熱鬧氣氛中喝醉，失去知覺。
隔日凌晨，高職女被張生及兩名學弟，半拖半扛帶到陽明山華崗路55號的文大校本部男宿舍大倫館內，張生趁對方酒醉無力反抗，性侵得逞，兩名學弟再抬她到隔壁房間內輪流性侵。清晨被害女生醒來，在半醉狀態下獨自離開。
女方原不想張揚，但因近日情緒不穩定，家屬覺得有異，一問之下才知道她竟被文化大學學生性侵，且犯下此獸行的還不只一人。警方指出，不排除有其他大學生見狀臨時起意加入性侵。

### 5樓械鬥傳說
實際情形已經不可考，但統一的說詞是曾經在5樓發生過兩派人馬的械鬥，有一說為僑生與台灣學生的械鬥，此械鬥傷亡慘重，從此以後五樓便非常不平靜，校方在事發後拉起了封鎖線，並不讓學生再次進入5樓，往大倫館頂樓的路也一度封閉。
直到後來校方認為學校住宿人數過多，不得已只好重新開放，開放後安排體育系學生(體育系大多分佈在1樓或5樓)或是身材壯碩的男同學入住，以"提高陽氣壓陰氣"的方式鎮壓。
開放後仍然有一些不合理的不成文規定，例如:過12點關走廊燈、若是有人敲門而沒出聲千萬不要開門。

### 僑生病死傳說
詳細時間與細節已經不可考，故事大致上是說之前有個僑生過年時為了省錢，獨自偷偷留在宿舍五樓（過年期間宿舍是封館的）。
但某一天不小心生病了，沒人發現也沒人送醫、照顧，不幸病死在床上，一直到屍水流出房間門口
了才被榮民伯伯發現。
後來就傳出五樓常常有人半夜被鬼壓床，還有人敲門要藥吃。
2014年10月31日，同樣是男生宿舍的大莊館也傳出日本學生猝死宿舍的消息。

### 5樓上吊傳說
有一位文學院的學生喜歡上同系的女生，因為那女生跟一個男的很好，一時想不開在五樓自己房間上吊了。
上吊時那個人搬了桌子再爬上桌子懸樑自盡，因此之後五樓半夜就常常聽到桌子搬動的聲音。

### 火鍋伯伯傳說
傳說住在宿舍1樓後面側門(現在仍有學生理髮店)的榮民伯伯，其中有一位伯伯是山東人，長的瘦瘦高高的。
以前只要吃火鍋一跳電，他都會走上來罵學生，聲音大而嘹亮，幾乎全樓都聽得到。不過聽說後來他大陸返鄉後不幸死在那兒就沒再回來過，漸漸的，煮火鍋跳電也就沒人管了，不過
其他榮民伯伯說他偶而會“回來”他原來的房間，並且一樣會上樓罵吃火鍋害整樓跳電的學生。

### 門牌數字傳說
大倫館非常老舊，每間房間門口的門牌仍然屹立不搖，想拔都很難拔下一個數字，但總是有幾間會少幾個字(例419房只有4_9，中間的1不見了)，甚至會全都沒有，而校方也沒有要修補的意思，據信，這是大樓管理員的傳統，每當該房有學生死亡，就會少一個號碼，有可能是死亡學生將他拔下，或是樓館主動將他拔下，而3個號碼都沒有的房間則是死過3位以上的學生，這種掉碼的情況5樓遠比其他樓層嚴重。